# Црна чигра
Црна чигра (лат. Chlidonias niger) је врста птице из потпородице чигре (Sterninae) и породице галебова. Насељава подручја близу воде у Европи и Северној Америци. Како јој само име каже, перје јој је претежно тамне боје.

## Изглед
Одрасле јединке достижу дужину до 25cm, распон крила до 61cm и тежину око 62gr. Имају кратке тамне ноге и кратак, црни кљун, дужине 27 mm, скоро као и сама глава. Кљун им је дуг, витак и благо искривљен. Имају тамносива леђа, црну главу, врат (код одраслих јединки са сивом шаром) и бело лице.

## Размножавање
Ове птице гнездо граде у дупљама стабла, понекад у пукотинама стена. У току пролећа и лета гнезде се два пута и носе по неколико јаја. Оба родитеља се брину о младунцима. Размножавање је често моногамно (размножавање уз помоћ једног партнера) сезонски и на место гнеждења враћају се сваке године у исто време. Најчешће легу 3-4 јаја, и увек оба родитеља заједно хране и одгајају младе. Млади зрелост достижу након годину и по дана, а временом постају добри летачи као и одрасли.

## Исхрана
Црна чигра се искључиво храни малим рибама, раковима, водоземцима и инсектима које ухвати у лету. У случају када падне притисак ваздуха, често лети изнад воде, јер радо једу и водене инсекте који излећу пред кишно време.